# Zoskales
Zoskales, a volte identificato con Za Haqala (100  circa), è stato un re del Corno d'Africa, il cui reame si pensa possa aver compreso Axum.

## Biografia
Il Periplus Maris Erythraei lo cita come re del porto di Adulis, il cui territorio si estendeva "dai Moschophagoi ['mangiatori di vitello'] al resto della Barbaria ... un pedante riguardo ai suoi possedimenti e sempre in cerca di nuovi, ma da altri punti di vista una persona rispettabile ed esperta nella lettura e scrittura del greco".
Almeno fin dai tempi di Henry Salt, alcuni studiosi tra cui Sergew Hable Sellassie e Y. M. Kobishchanov, lo hanno identificato con Za Haqala, che viene elencato nella lista di re etiopi avendo regnato per 13 anni, e che governò tra Za Zalis e Za Dembalé. G.W.B. Huntingford fa notare, d'altra parte, che non ci sono sufficienti informazioni per accertare questa corrispondenza, ed ipotizza invece che Zoskales fosse un re meschino il cui potere era limitato alla sola Adulis.